# جوان هریسون (شناگر)

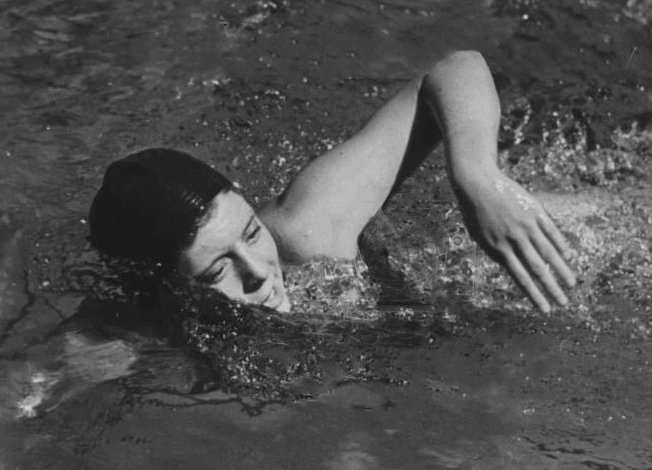
جوان هریسون در سال ۱۹۵۰

جوان هریسون (انگلیسی: Joan Harrison زادهٔ ۲۹ نوامبر ۱۹۳۵) شناگر اهل آفریقای جنوبی است.